# Az ellenállás városa
Az ellenállás városa (eredeti cím: Defiance) 2013-ban bemutatott amerikai televíziós sorozat. A műsor alkotói Rockne S. O’Bannon, Kevin Murphy és Michael Taylor, a történet pedig egy idegenek és emberek által egyaránt lakott Földön játszódik. A főbb szereplők közt megtalálható Grant Bowler, Julie Benz, Stephanie Leonidas, Tony Curran és Jaime Murray.
A sorozatot az Amerikai Egyesült Államokban a SyFy adta le 2013. április 15. és 2015. augusztus 28. között. Magyarországon a Viasat 6 mutatta be 2013. október 24-én.

## Cselekmény
2013-ban egy hét nemzetségből álló idegen faj, a votan érkezett a földre, hogy terraformálja azt. Meglepődve tapasztalták, hogy a bolygót már lakják lények, az ebből adódó konfliktus pedig háborúba torkollott, amibe a volge nevű földönkívüliek is belefolytak. A háború végül San Falrancisco városában zárult le egy nagy csatában, azonban a Föld az idegen lények technológiájának köszönhetően jelentősen megváltozott.
Egy évtizeddel később a veterán Joshua Nolan és örökbefogadott votan lánya, Irisa megérkezők a St. Louis romjain felépült Defiance nevű városba. Ez a hely egy neutrális zónaként működik az északi, emberek lakta birodalom és a déli, votanok által benépesített terület között. Miután megmentik a város a korábbi polgármester által felbérelt zsoldosoktól, Josh úgy dönt, egy darabig itt maradnak, ő pedig a hely törvényszolgájaként igyekszik rendben tartani a várost.

## Szereplők
| Szereplő               | Színész            | Magyar hang        |
| ---------------------- | ------------------ | ------------------ |
| Joshua Nolan           | Grant Bowler       | Galbenisz Tomasz   |
| Irisa Nolan            | Stephanie Leonidas | Bogdányi Titanilla |
| Amanda Rosewater       | Julie Benz         | Törtei Tünde       |
| Datak Tarr             | Tony Curran        | Zámbori Soma       |
| Stahma Tarr            | Jaime Murray       | Peller Anna        |
| Rafe McCawley százados | Graham Greene      | Borbiczki Ferenc   |
| Alak Tarr              | Jesse Rath         | Fehér Tibor        |
| Tommy LaSalle          | Dewshane Williams  | Sarádi Zsolt       |
| Niles Pottinger        | James Murray       | Kárpáti Levente    |
| Kenya Rosewater        | Mia Kirshner       | Németh Kriszta     |
| Doc Yewll              | Trenna Keating     | Vadász Bea         |
| Christie McCawley      | Nicole Muñoz       | Andrusko Marcella  |

## Epizódok
| Évad | Évad | Epizód | Eredeti sugárzás  | Eredeti sugárzás    | DVD megjelenés dátuma | DVD megjelenés dátuma | DVD megjelenés dátuma |
| Évad | Évad | Epizód | Évad premier      | Évad finálé         | 1. régió              | 2. régió              | 3. régió              |
| ---- | ---- | ------ | ----------------- | ------------------- | --------------------- | --------------------- | --------------------- |
|      | 1    | 12     | 2013. április 15. | 2013. július 8.     | 2013. október 15.     | 2013. július 15.      | TBA                   |
|      | 2    | 13     | 2014. június 19.  | 2014. augusztus 28. | 2014. szeptember 23.  | N/A                   | N/A                   |
|      | 3    | 13     | 2015. június 12.  | 2015. augusztus 28. | N/A                   | N/A                   | N/A                   |